# Centrul istoric al orașului Gherla
Centrul istoric al orașului Gherla este un ansamblu de monumente istorice aflat pe teritoriul orașului Gherla. În Repertoriul Arheologic Național, monumentul apare cu codul 55393.18.01.

## Galerie

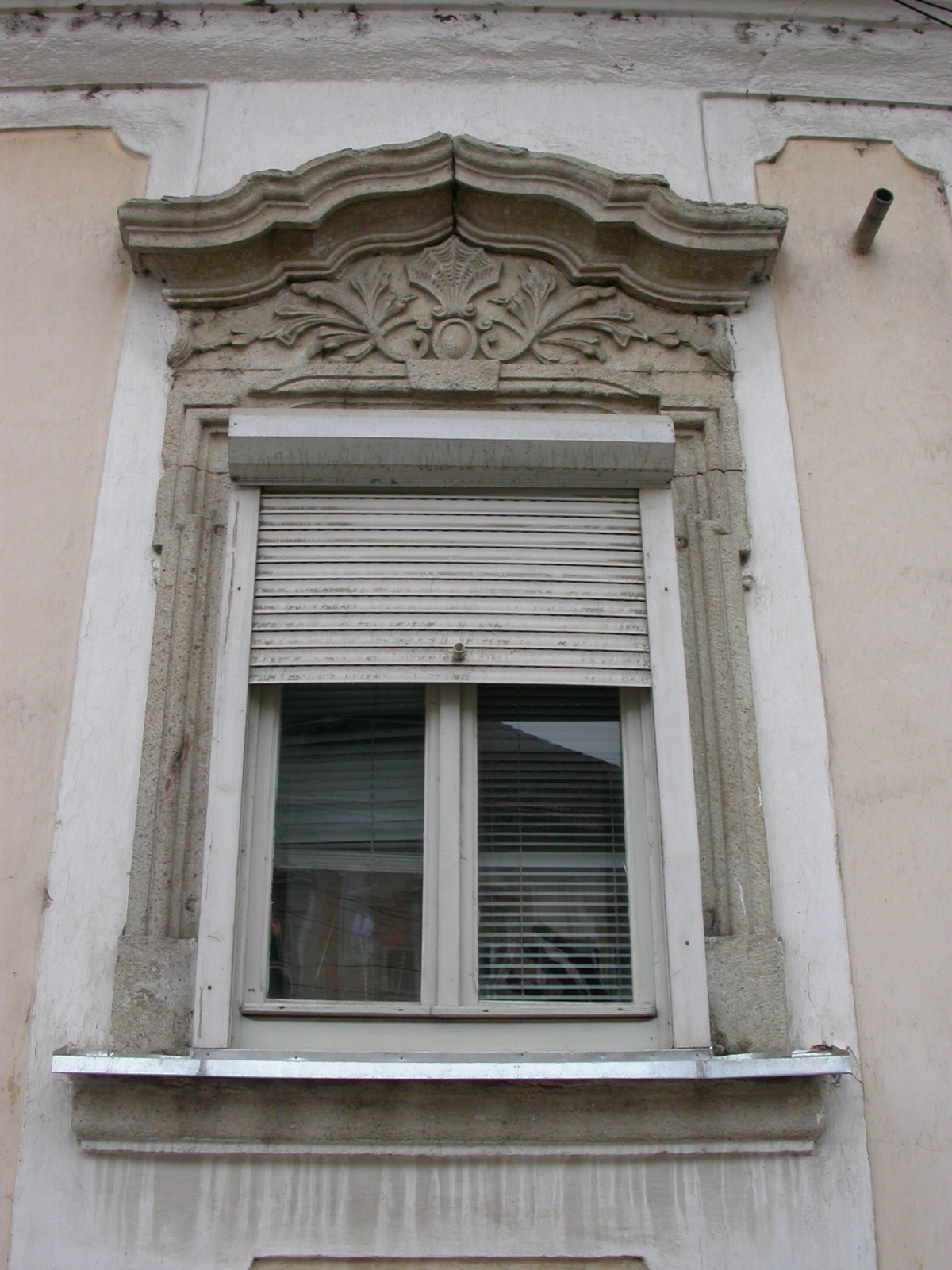
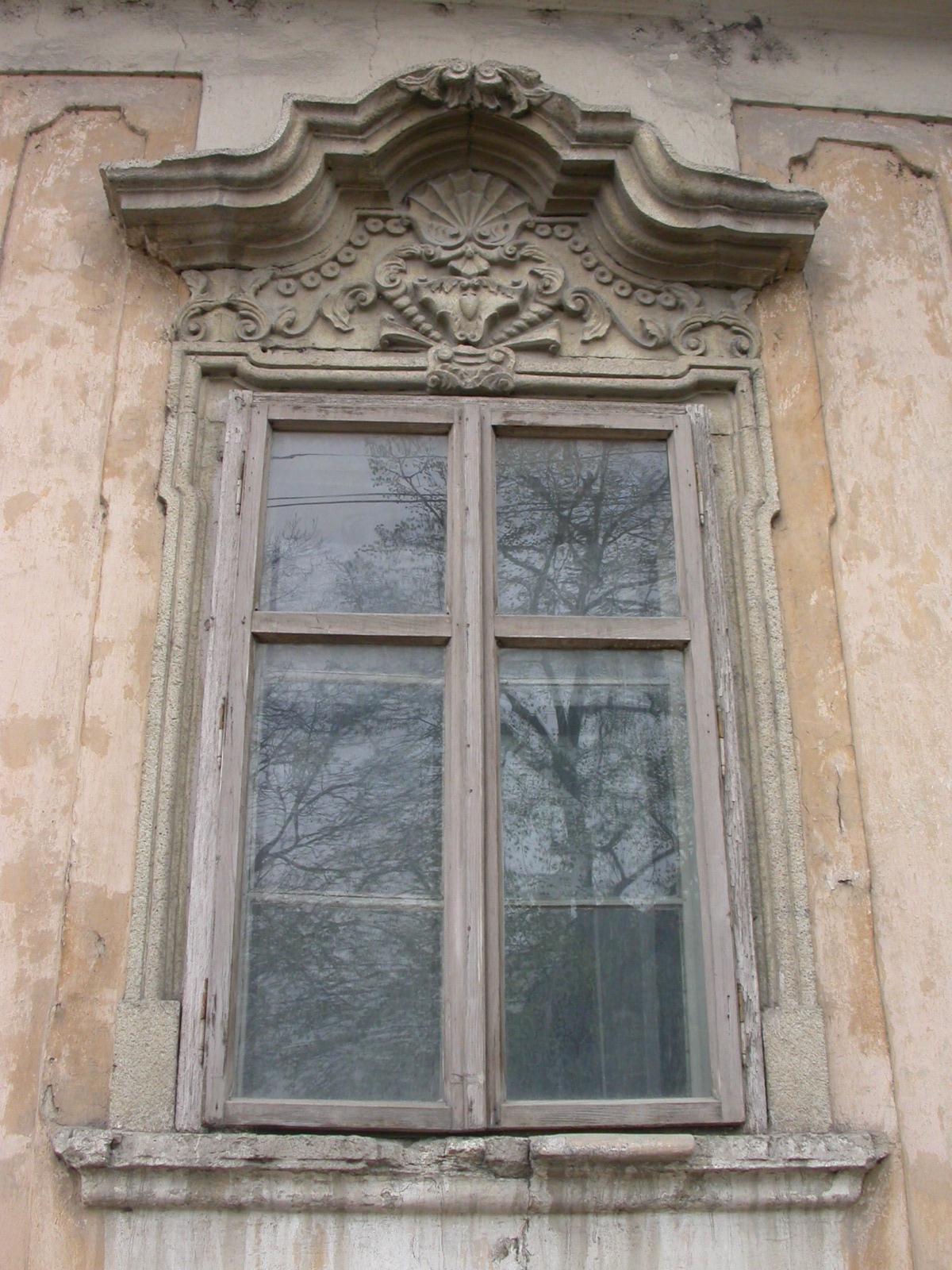
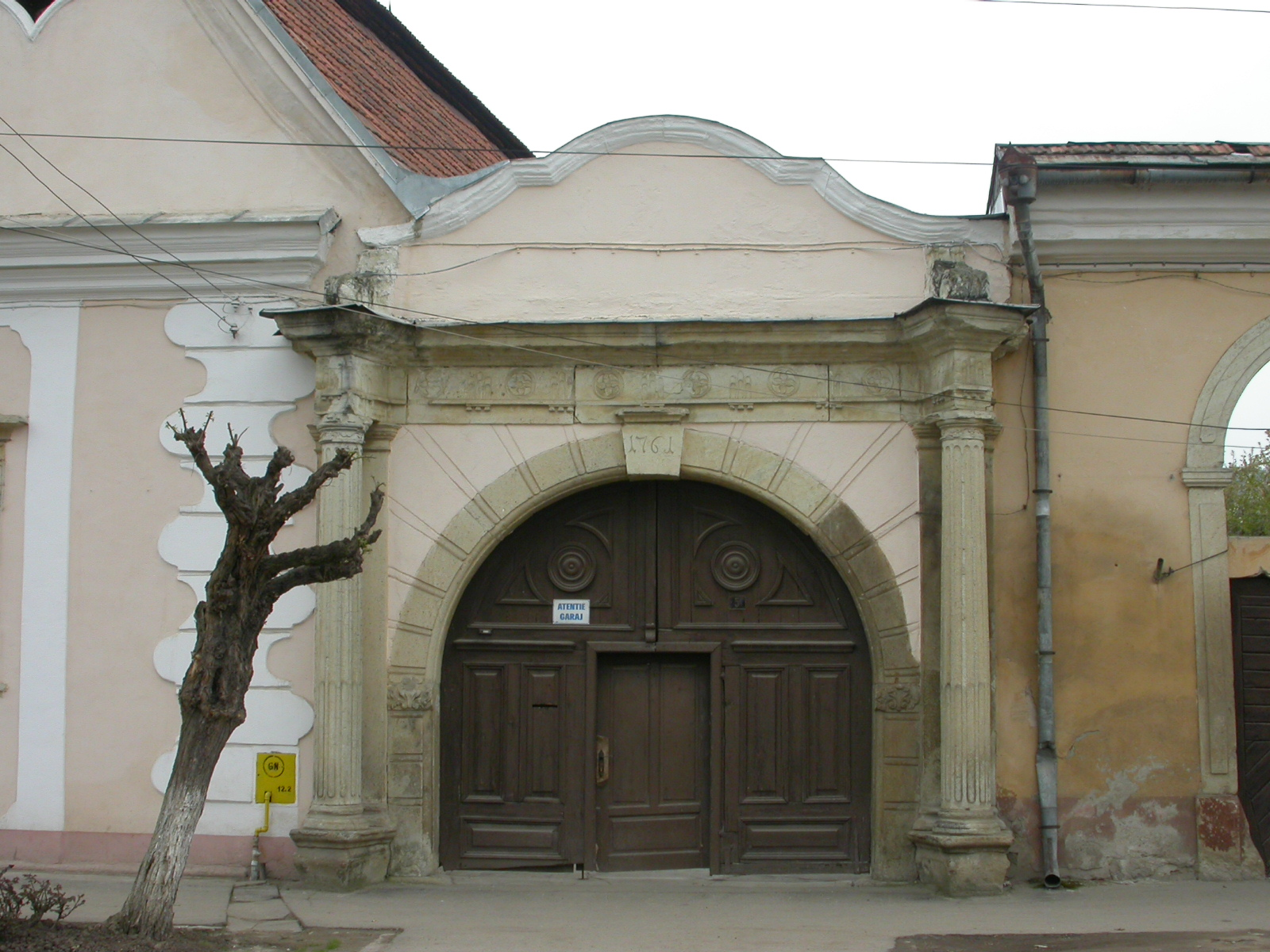
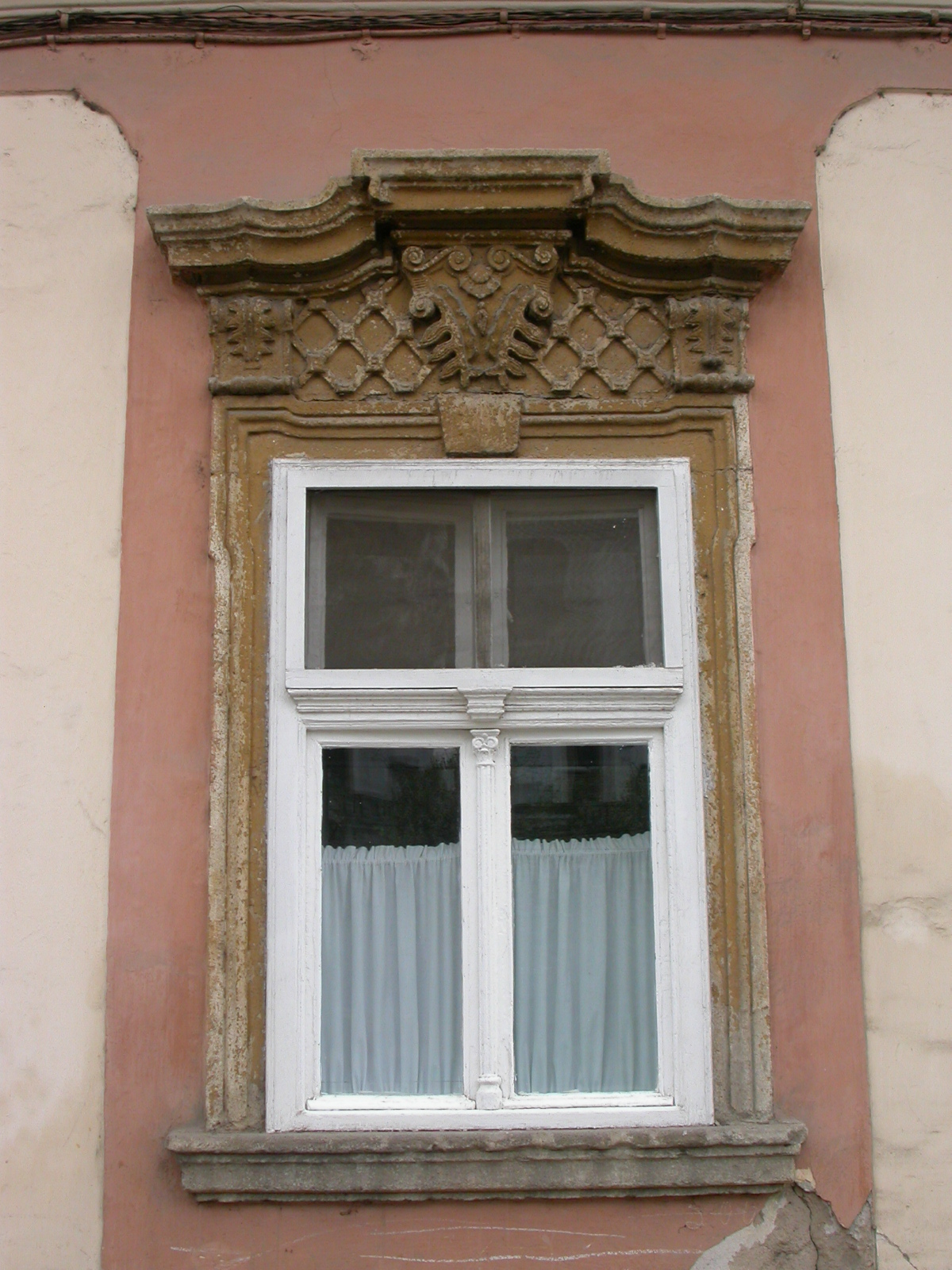